# Véhicule transport de personnel
Pour les articles homonymes, voir VTP.

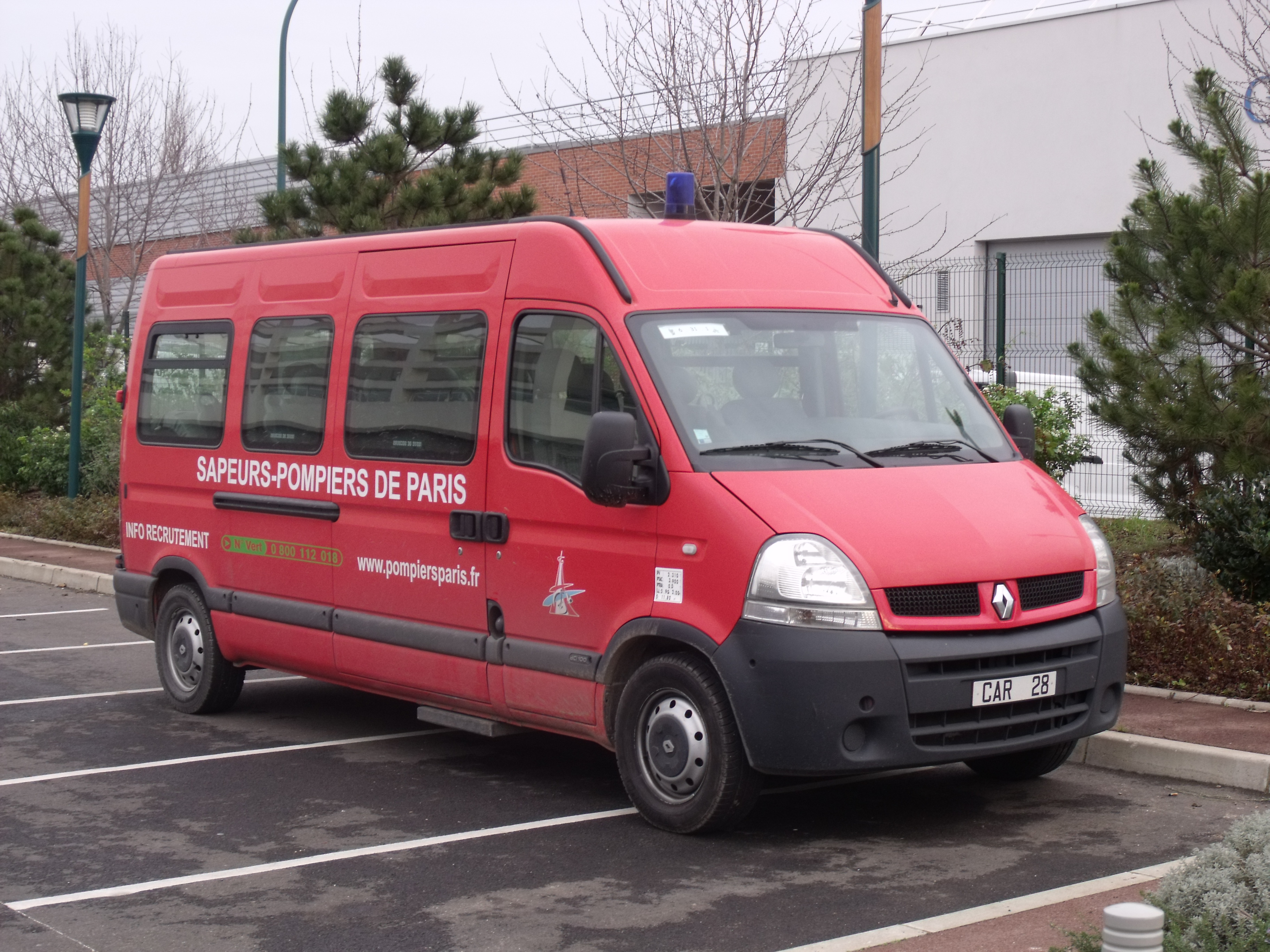
Minibus CAR28 sur châssis Renault Master de la BSPP

Le véhicule transport de personnel ou VTP est un engin de transport en commun utilisé par les unités de sapeurs-pompiers en France.

## Description
Le VTP se présente généralement sous la forme d'un autocar ou d'un minibus de plus de neuf places. Si le nombre de places est inférieur, il sera alors considéré comme un véhicule de liaison. Suivant les services départementaux d'incendie et de secours, tous ne portent pas la même livrée. Blanche classique comme un transport en commun privé, ou rouge comme un véhicule d'intervention des sapeurs pompiers. Il en est de même avec la brigade de sapeurs-pompiers de Paris et le bataillon de marins-pompiers de Marseille qui arment également des VTP dans les deux configurations.
Considérés comme véhicules de soutien, les VTP ne portent généralement pas de gyrophares ni de sirènes deux-tons, mais là encore c'est à l'appréciation du service qui en est détenteur.

## Les VTP au sein de la BSPP
Au sein de la BSPP, les véhicules de transport de personnels sont immatriculés de deux manières. Soit avec une plaque type « Armée de Terre » à huit chiffres[réf. nécessaire] soit avec une plaque plus habituelle pour la brigade, c'est-à-dire avec la désignation de la mission du véhicule, suivie d'un nombre à un ou deux chiffres. Dans ce dernier cas, l'immatriculation commencera par le mot « CAR ».